# Дрезденський кодекс

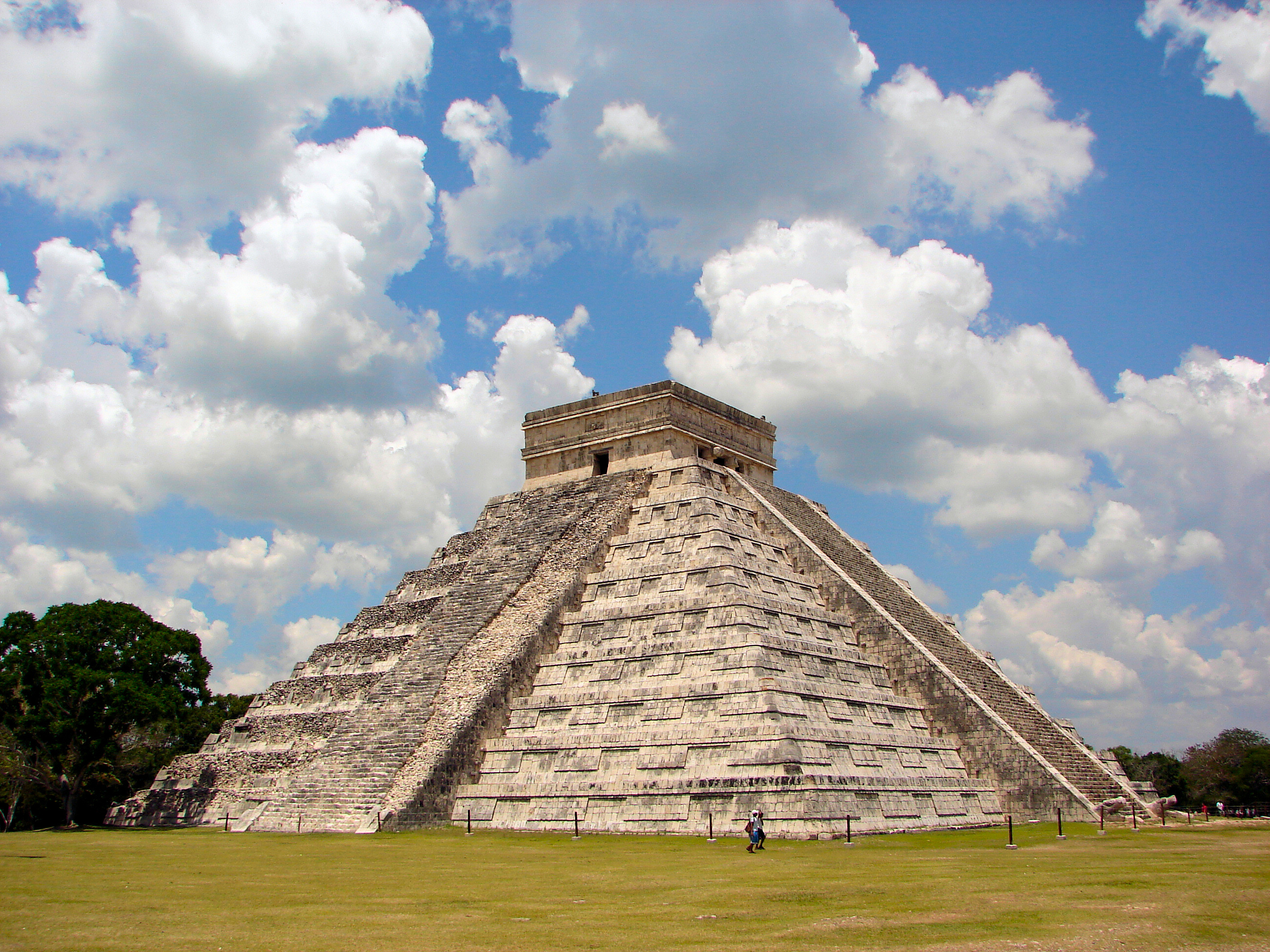
Піраміда мая Ель Кастільйо в Чичен-Іца, де імовірно було написано кодекс

Дрезденський кодекс (нім. Codex Dresdensis, Dresdner Kodex) — один з чотирьох збережених в Західній Європі кодексів народу мая доколумбового періоду.

## Історія

### Придбання у Відні
У 1739 році директор Королівської бібліотеки з Дрездена Йоганн Крістіан Гетце під час перебування у Відні придбав у приватної особи маловідомий рукопис. Він передав рукопис мая в бібліотеку у 1844 році. Відомостей про те, як опинився подібний рукопис з Центральної Америки у Відні не збережено.

### Дрезденський період
У 1810 році п'ять сторінок кодексу побачили світ в звіті Олександра фон Гумбольдта. Той розповідав про результати власної подорожі до Латинської Америки. З кодексом мая Гумбольдта познайомив науковець з Дрездена Карл Август Боттігер.
Повна друкована версія кодексу мая вийшла в світ лише у 1848 році. Нове видання було здійснено у 1880 році черговим директором Королівської бібліотеки Ернстом Форстерманом в Лейпцигу з використанням хромолітографії. Видання повторили у 1892 році. Нове видання з коментарями здійснив у 1972 році Ерік Томсон.
За часів Другої світової війни рукопис мая постраждав від води під час гасіння пожеж від бомбардування Дрездена 13-15 лютого 1945 року. Особливо були пошкоджені 12 сторінок, а кутові рядки ліворуч зверху зникли. Оригінал відтепер зберігають за спеціальних умов.

## Тексти

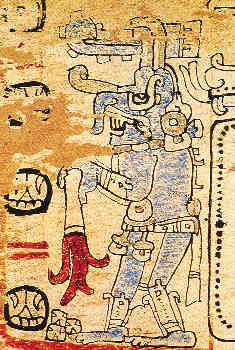
Божество мая Чак

Кодекс має лише 74 сторінки. Аркуші 20,5 на 9 сантиметрів, складені гармошкою, досягають у довжину 3,56 метри.
Ймовірно, він не повний. Створені тексти датують V-VI століттям, а копіювання — 1200-1250 роками.
Стилістичні розбіжності вказують на авторство не менш ніж п'яти різних дописувачів. Ймовірно, кодекс — копія більш раннього твору. За висновками сучасних науковців, кодекс, ймовірно, походить з майстерень міста Чичен-Іца на Юкатані. Тексти написані з обох сторінок з використанням червоної, чорної і синьої фарб.
Тексти на релігійні та ритуальні й астрономічні теми. Йдеться про оберти планети Венера, прогноз затемнень Сонця та Місяця, дві таблиці розрахунків. Частина тексту про богиню Місяць, її вплив на хвороби людей та вагітність жінок. Частка текстів присвячена богу дощу Чак та його впливам на погоду.